# Schistochilopsis nakanishii
Schistochilopsis nakanishii là một loài rêu tản trong họ Jungermanniaceae. Loài này được (Inoue) Konstantinova miêu tả khoa học lần đầu tiên năm 1994.